# Orde van Verdienste (Chili)

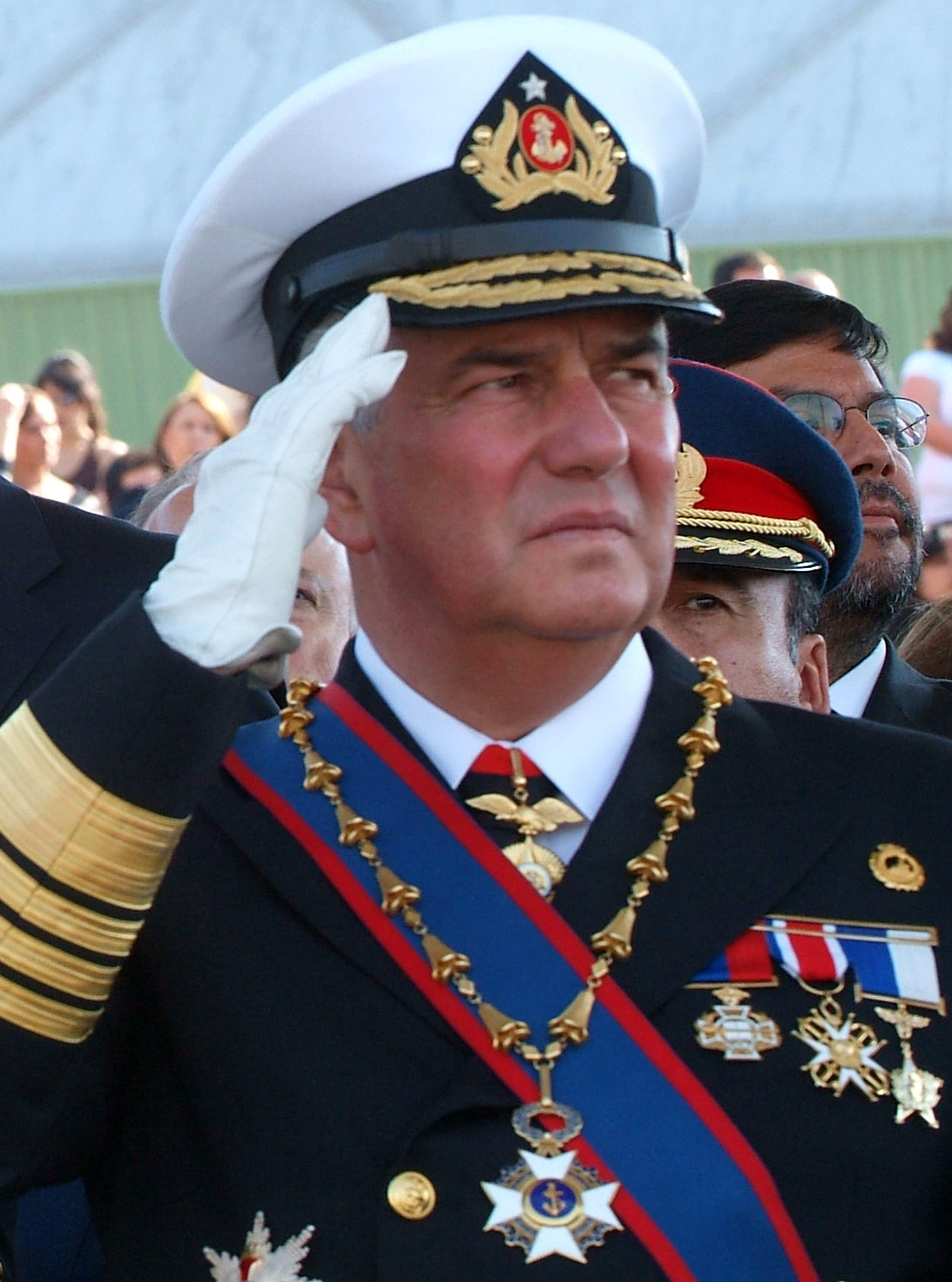
Admiraal Codina draagt de Orde van Verdienste aan een lint om de hals

De Orde van Verdienste (Spaans "Orden del Merito") van Chili kent de gebruikelijke vijf graden.

## De versierselen van de orde
Het kleinood is een gouden ster met vijf witte, blauwe of rode geëmailleerde stralen met gouden punten.In het midden is een gouden medaillon met een portret van de Chileense maagd gelegd. Onder de ster ligt een gouden lauwerkrans. Als verhoging dient een gouden condor die, op een ring gezeten, de vleugels uitslaat.
De ster heeft een gouden medaillon met het Chileense wapen.
Het lint is donkerblauw.
| Batons van de Orde van Verdienste | Batons van de Orde van Verdienste | Batons van de Orde van Verdienste | Batons van de Orde van Verdienste | Batons van de Orde van Verdienste | Batons van de Orde van Verdienste |
| --------------------------------- | --------------------------------- | --------------------------------- | --------------------------------- | --------------------------------- | --------------------------------- |
| Keten (Collar de la Gran Cruz)    | Grootkruis (Gran Cruz)            | Grootofficier (Gran Oficial)      | Commandeur (Comendador)           | Officier (Oficial)                | Ridder (Caballero)                |

## Gedecoreerden
- Haile Selassie, (Keten)
- Miklós Horthy, (Grootkruis)
- Erhard Milch, (Commandeur)
- Georg Ahrens, (Commandeur)